# Tyler Wotherspoon
Tyler Wotherspoon (* 12. März 1993 in Surrey, British Columbia) ist ein kanadischer Eishockeyspieler, der seit Juli 2024 bei den Rocket de Laval in der American Hockey League unter Vertrag steht und dort auf der Position des Verteidigers spielt.

## Karriere
Wotherspoon verbrachte seine Juniorenzeit von 2009 bis 2013 bei den Portland Winterhawks in der Western Hockey League. Während dieser Zeit wurde er im NHL Entry Draft 2011 in der zweiten Runde an 57. Stelle von den Calgary Flames aus der National Hockey League ausgewählt. In seinem letzten Juniorenjahr gewann der Verteidiger den Ed Chynoweth Cup mit den Winterhawks.
Nach Abschluss seiner Juniorenkarriere unterzeichnete der Kanadier im März 2013 einen Vertrag bei den Calgary Flames. In den folgenden vier Jahren pendelte er immer wieder zwischen dem NHL-Kader Calgarys und den Farmteams der Flames in der American Hockey League. Dazu gehörten die Abbotsford Heat, Adirondack Flames und Stockton Heat. Sein Vertrag war im Sommer 2016 und 2017 zwischenzeitlich jeweils um ein Jahr verlängert worden. Dies geschah nach der Saison 2017/18 nicht mehr, sodass er sich nach fünf Jahren in Calgary im Juli 2018 als Free Agent den St. Louis Blues anschloss. In gleicher Weise wechselte er, nach einer Saison ohne NHL-Einsatz, im Juli 2019 zu den Philadelphia Flyers. Auch dort blieb er zwei Jahre ohne NHL-Partie, ehe sein Vertrag im Sommer 2021 auslief. Anschließend wechselte Wotherspoon im Oktober 2021 zu den Utica Comets in die AHL. Von dort wiederum nahmen ihn im Juli 2022 auch die New Jersey Devils als NHL-Kooperationspartner der Comets unter Vertrag. Anschließend unterzeichnete er im Juli 2024 einen auf die AHL beschränkten Vertrag bei den Rocket de Laval.

### International
Für sein Heimatland spielte Wotherspoon bei der World U-17 Hockey Challenge 2010 und der U20-Junioren-Weltmeisterschaft 2013. Eine Medaille konnte er bei beiden Turnieren nicht erringen. Im Seniorenbereich nahm der Verteidiger an den Olympischen Winterspielen 2022 in der chinesischen Hauptstadt Peking teil, wo er mit der Mannschaft den sechsten Rang belegte. In fünf Turnierspielen bereitete er zwei Tore vor.

## Erfolge und Auszeichnungen
- 2011 Teilnahme am CHL Top Prospects Game
- 2013 Ed-Chynoweth-Cup-Gewinn mit den Portland Winterhawks
- 2013 WHL West Second All-Star Team

## Karrierestatistik
Stand: Ende der Saison 2023/24

### International
Vertrat Kanada bei:
- World U-17 Hockey Challenge 2010
- U20-Junioren-Weltmeisterschaft 2013
- Olympischen Winterspielen 2022

(Legende zur Spielerstatistik: Sp oder GP = absolvierte Spiele; T oder G = erzielte Tore; V oder A = erzielte Assists; Pkt oder Pts = erzielte Scorerpunkte; SM oder PIM = erhaltene Strafminuten; +/− = Plus/Minus-Bilanz; PP = erzielte Überzahltore; SH = erzielte Unterzahltore; GW = erzielte Siegtore; 1 Play-downs/Relegation; Kursiv: Statistik nicht vollständig)